# Coatsburg, Illinois
Coatsburg là một làng thuộc quận Adams, tiểu bang Illinois, Hoa Kỳ. Năm 2010, dân số của làng này là 147 người.

## Dân số
Dân số qua các năm:
- Năm 2000: 226 người.
- Năm 2010: 147 người.